# Luminism
Luminism (englisch; deutsch amerikanischer Luminismus) ist ein kunstgeschichtlicher Begriff, der eine Strömung der nordamerikanischen Landschaftsmalerei des 19. Jahrhunderts bezeichnet. Seine Hauptzeit liegt etwa zwischen 1850 und 1875.

## Begriff
Der Begriff American Luminism bzw. amerikanischer Luminismus wurde im Jahr 1954 von dem US-amerikanischen Kunsthistoriker und Museumsdirektor John I. H. Baur (1909–1987) erstmals verwendet, um die Landschaftsmalerei in der Spätphase der Hudson River School zu charakterisieren. Er knüpfte damit an den Begriff Luminismus an, welcher einerseits eine künstlerische Vorliebe für deutliche Lichteffekte im Allgemeinen und andererseits eine Strömung des Postimpressionismus im Besonderen bezeichnet (nach lumen, lateinischer Begriff für Licht). Die Kunsthistorikerin Barbara Novak entwickelte das dem Terminus Luminism zugrunde liegende Konzept in ihrer Schrift American Painting in the Nineteenth Century (1969) weiter. Als der Kunsthistoriker John Wilmerding das Buch American Light: The Luminist Movement 1850–1875 (1980) vorstellte, war Luminism bereits ein etablierter Begriff der Kunstgeschichte. Problematisiert wurde der Fachbegriff und die mit ihm bezweckte Hervorhebung von dem Kunsthistoriker J. Gray Sweeney in der Schrift Inventing Luminism, worin er die Erfindung und die Verbreitung des Terminus den Interessen von Sammlern, Händlern, Kuratoren und Kunsthistorikern sowie dem Verlangen zuschrieb, in der Phase des Kalten Kriegs eine nationale Identität zu konstruieren.

## Ursprünge und Merkmale
Luminism war in seiner Hauptzeit (1850–1875) durch einen Blickwechsel hin zu einer realistischen und dokumentarischen Auffassung der Malerei sowie von der Auseinandersetzung von Malern der Hudson River School mit der aufkommenden Fotografie geprägt. Er wurzelte gleichwohl in den Traditionen der romantischen und heroischen Naturdarstellung europäischer Landschaftsmalerei (etwa von Claude Lorrain, Jacob Isaacksz. van Ruisdael, Caspar David Friedrich, Carl Gustav Carus, Johan Christian Clausen Dahl, William Turner sowie älteren Landschaftsmalern der Düsseldorfer Schule). Die im Schrifttum hervorgehobenen Merkmale des Luminism bleiben unscharf. Die Literatur kennzeichnet ihn durch die Vorliebe für starke, oft indirekte Effekte des Mond- oder Sonnenlichtes, was diese Strömung mit dem Impressionismus verbindet, die Inszenierung von panoramahaften Landschaften mit eher stiller, poetisch gestimmter Atmosphäre, eine zumeist ruhig erscheinende Komposition ohne oder mit nur spärlicher Staffage sowie die Vermeidung von sichtbaren Pinselstrichen, was den Gemälden manchmal eine fast fotorealistische Anmutung verleiht. Häufig werden Ansichten des Meeres, von Flüssen, Seen und Gebirgen bei klarer oder leicht diesiger Witterung dargestellt, in denen das Licht der auf- oder untergehenden Sonne auf Wasser, Felsen und Vegetation zahlreiche Reflexionen und Schattenwirkungen erzeugt.

## Vertreter (Auswahl)
| - Fitz Hugh Lane (1804–1865) - George Caleb Bingham (1811–1879) - John Frederick Kensett (1816–1872) - James Augustus Suydam (1819–1865) - Martin Johnson Heade (1819–1904) - Sanford Robinson Gifford (1823–1880) - Jasper Francis Cropsey (1823–1900) - Frederic Edwin Church (1826–1900) | - David Johnson (1827–1908) - Albert Bierstadt (1830–1902) - William Trost Richards (1833–1905) - William Stanley Haseltine (1835–1900) - Edmund Darch Lewis (1835–1910) - Francis Augustus Silva (1835–1886) - Alfred Thompson Bricher (1837–1908) - Thomas Moran (1837–1926) |

## Galerie

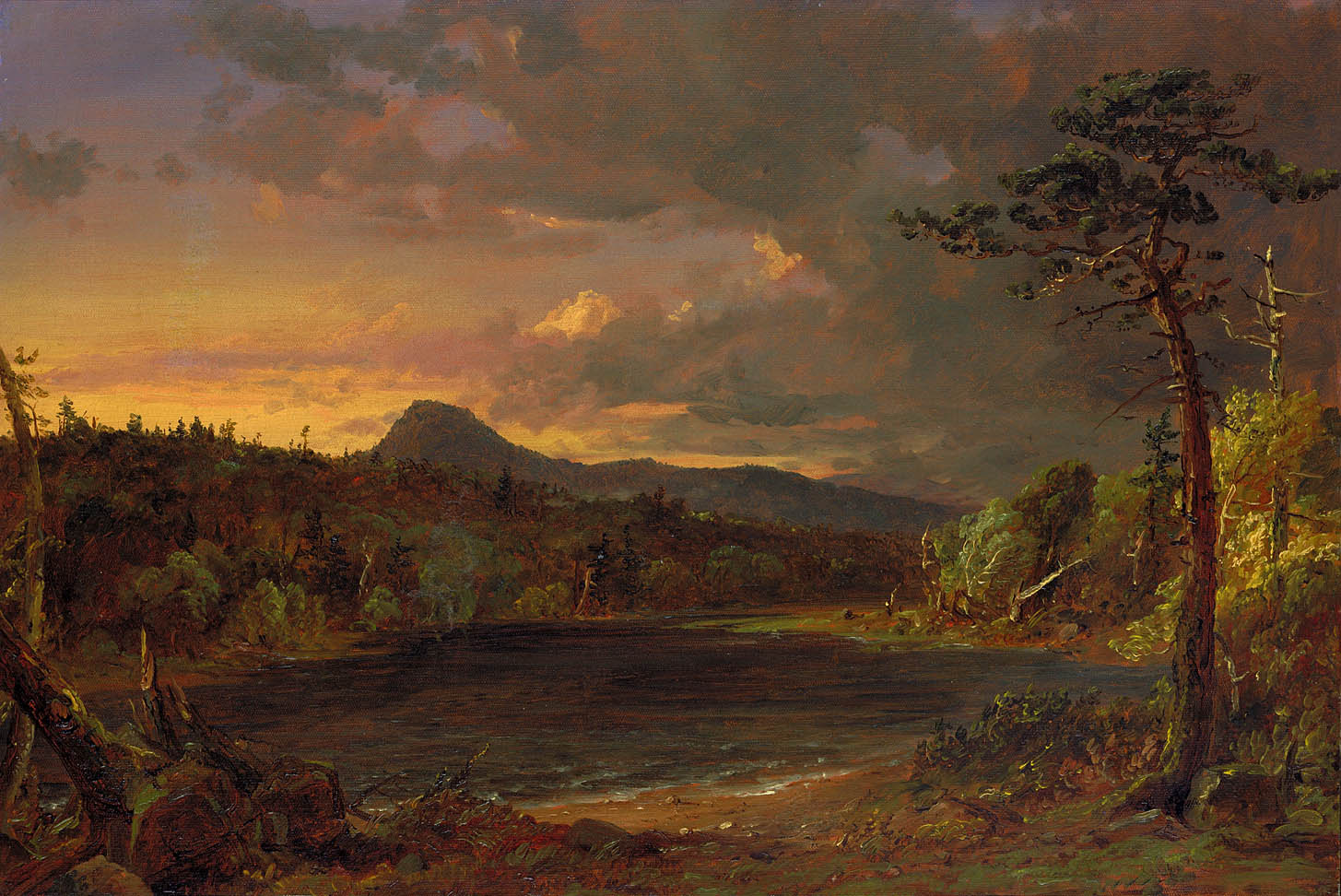
Jasper Francis Cropsey: Catskill Creek, 1850
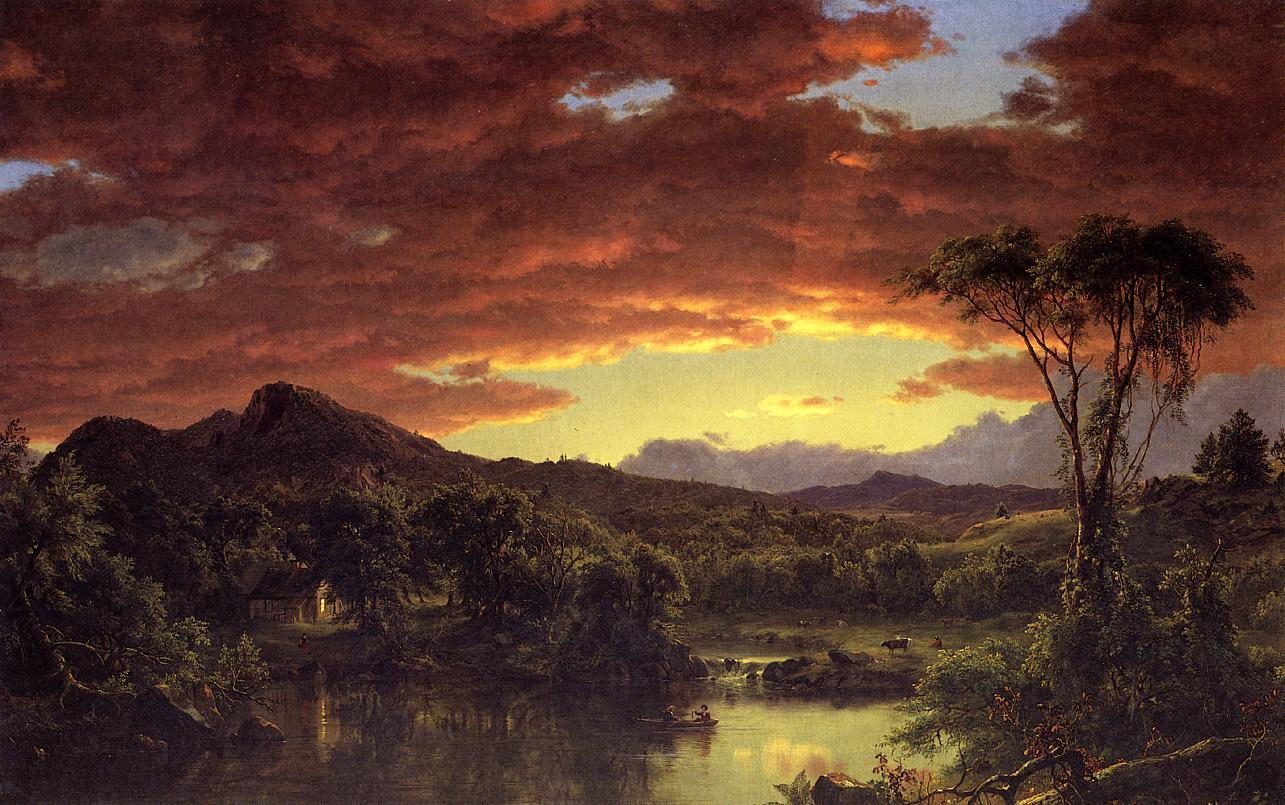
Frederic Edwin Church: A Country Home, 1854
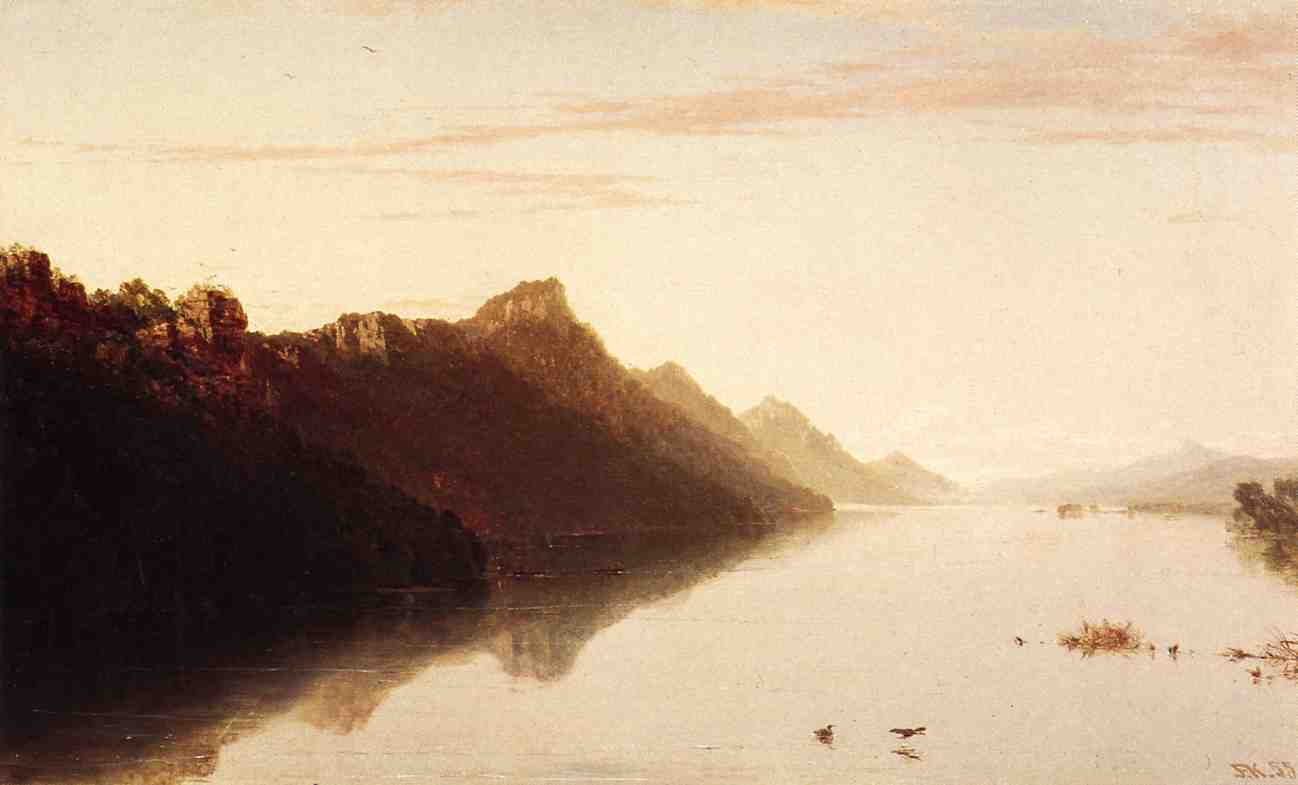
John Frederick Kensett: Upper Mississippi, 1855
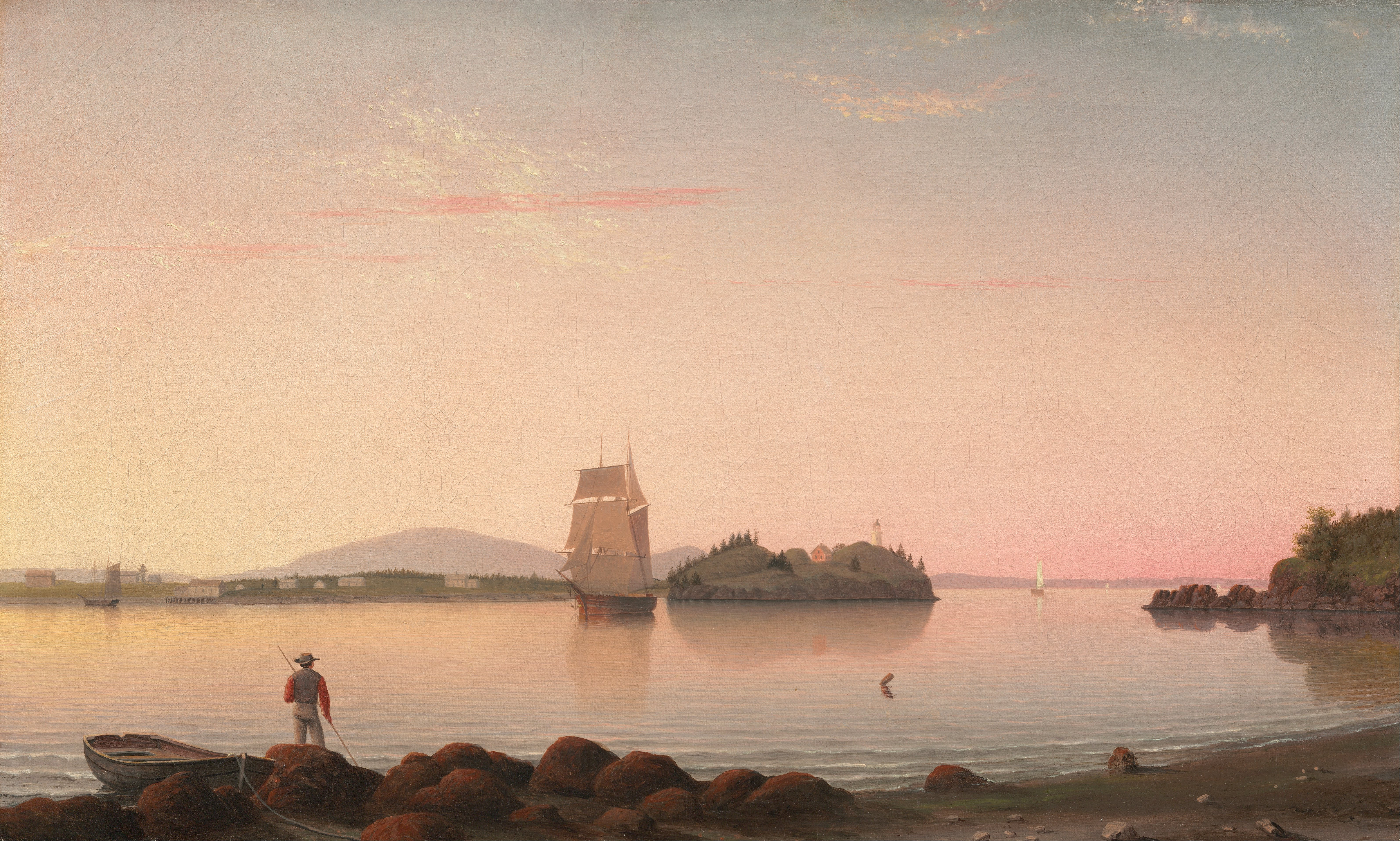
Fitz Hugh Lane: Owl’s Head, Penobscot Bay, Maine, 1862
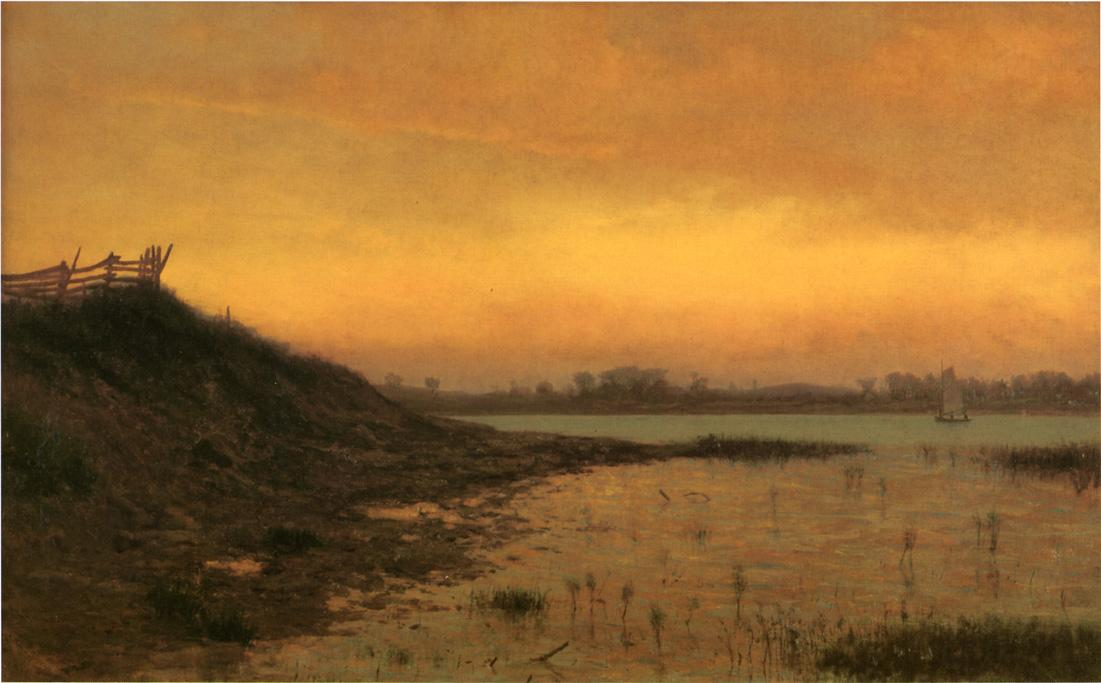
James Augustus Suydam: Long Island, 1862
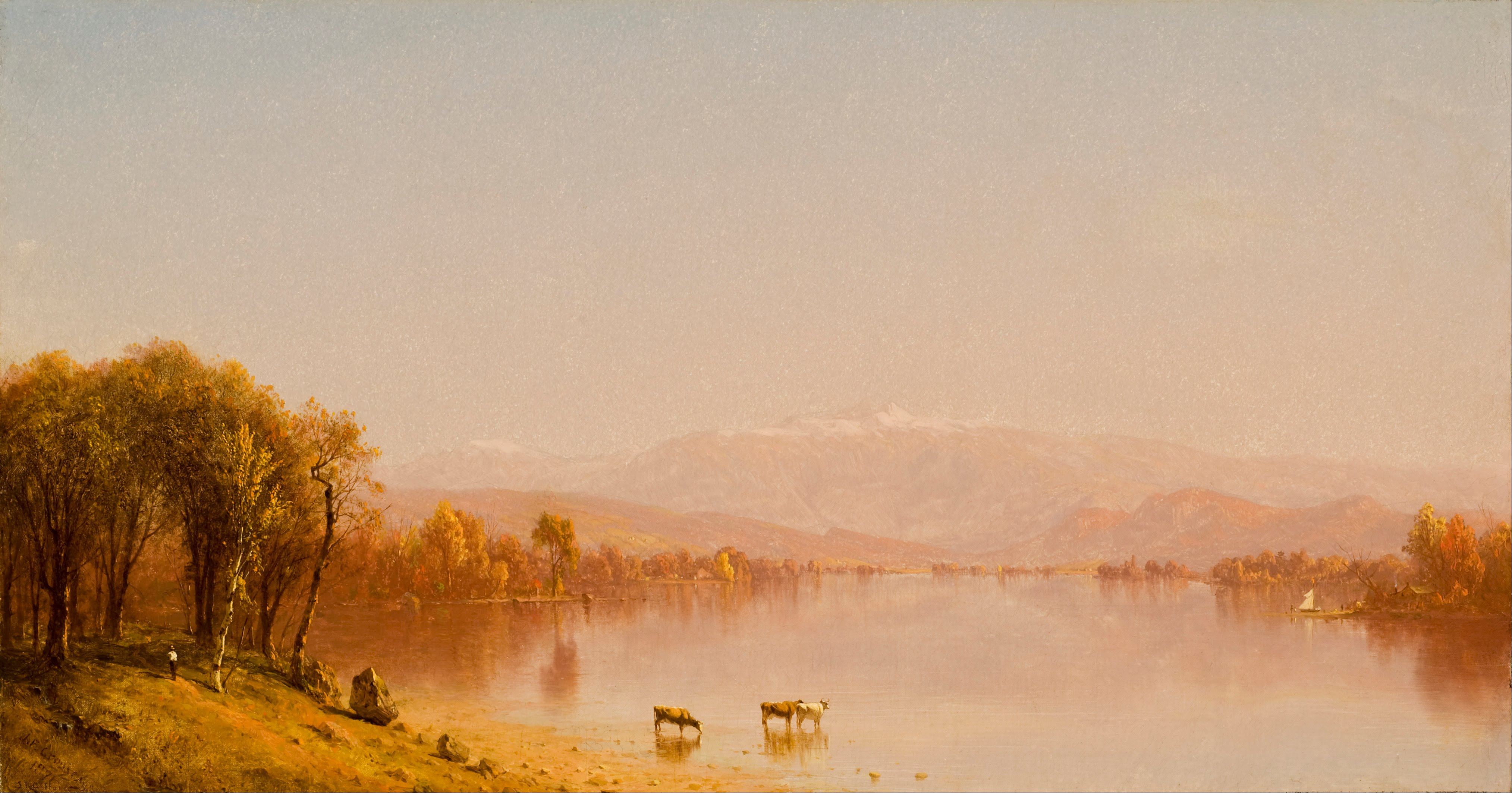
Sanford Robinson Gifford: Indian Summer in the White Mountains, 1862
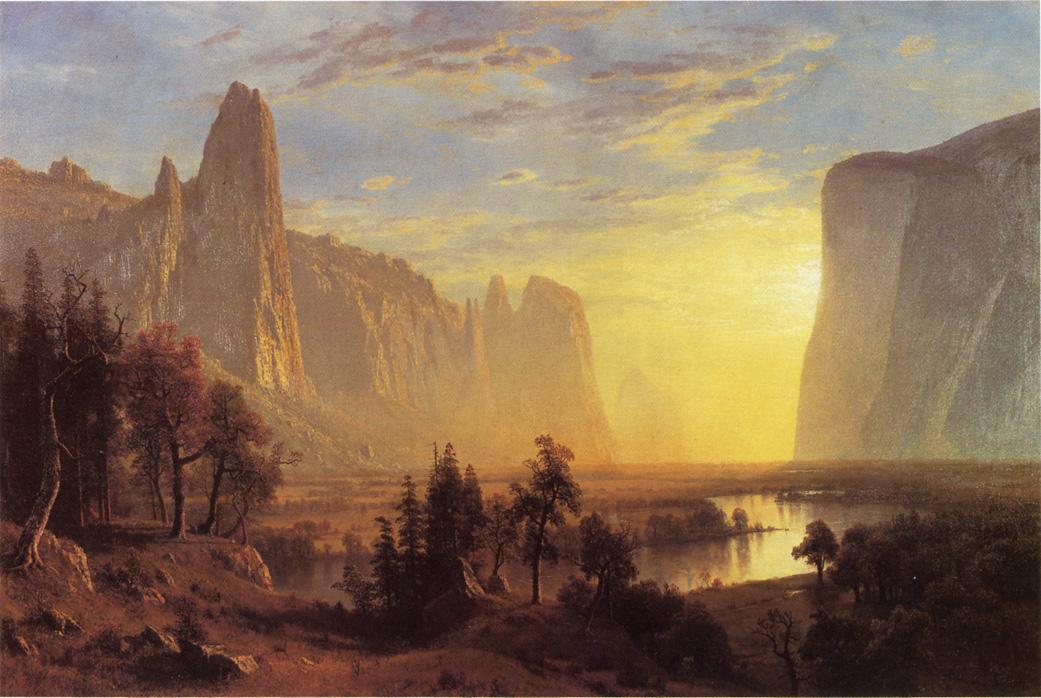
Albert Bierstadt: Yosemite Valley, Yellowstone Park, 1868
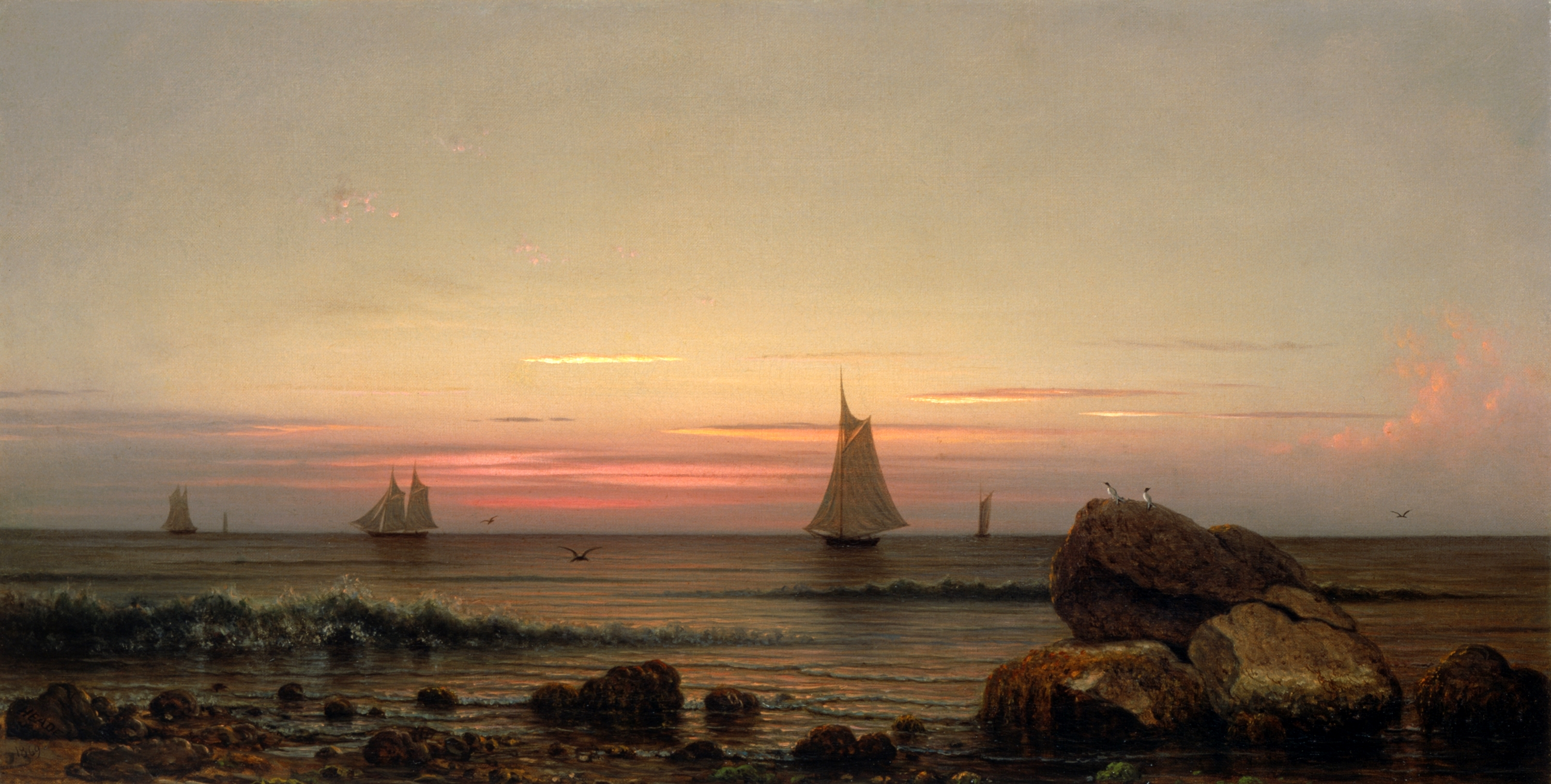
Martin Johnson Heade: Sailing off the Coast, 1869
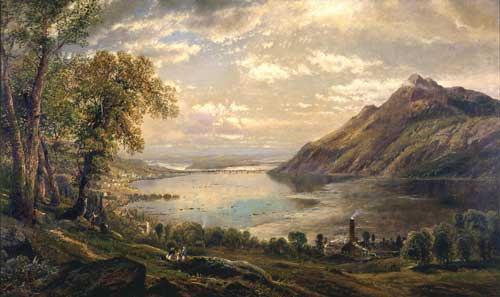
Edmund Darch Lewis: The Susquehanna at Duncannon, 1872
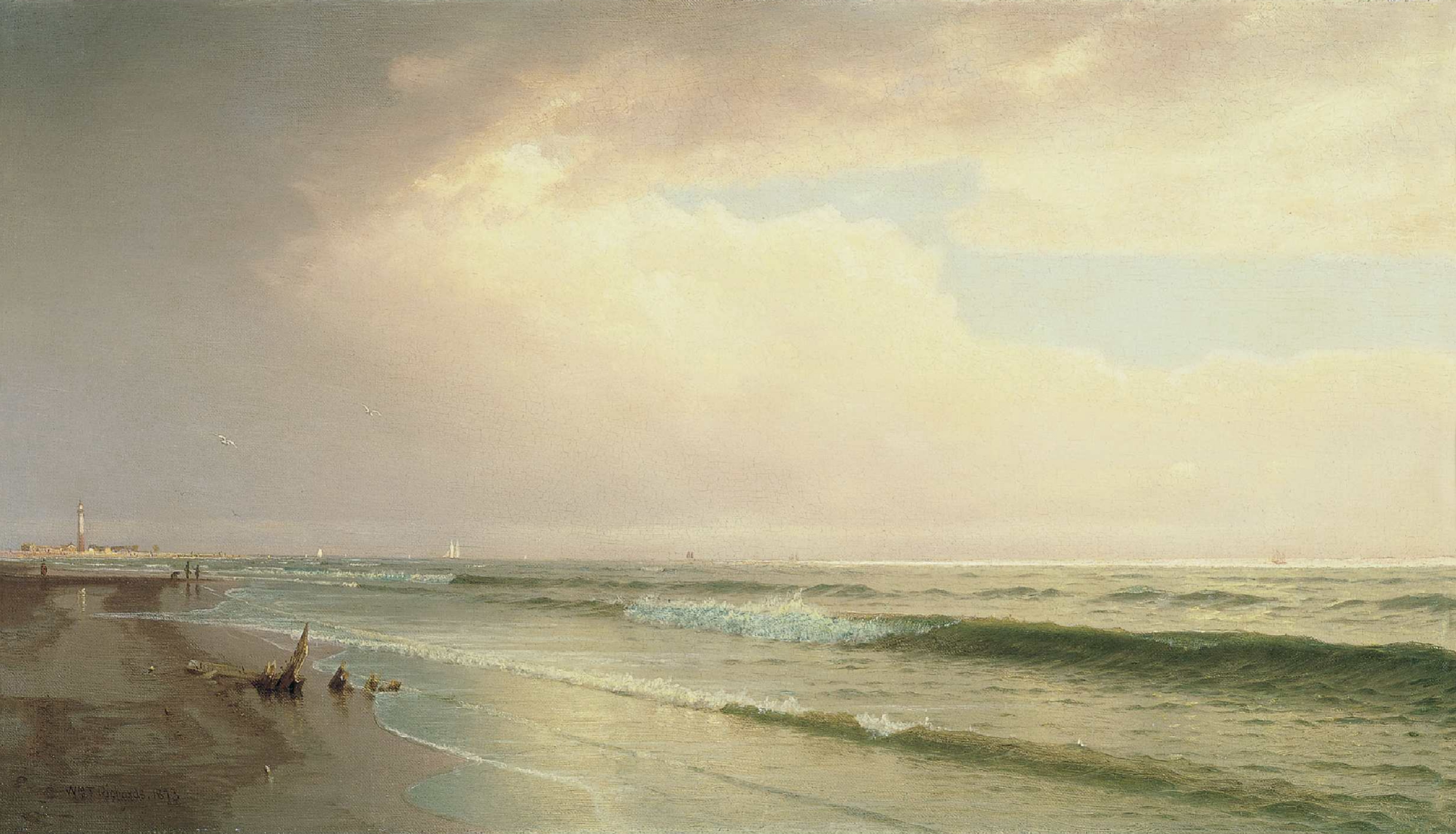
William Trost Richards: Seascape with Distant Lighthouse, 1873
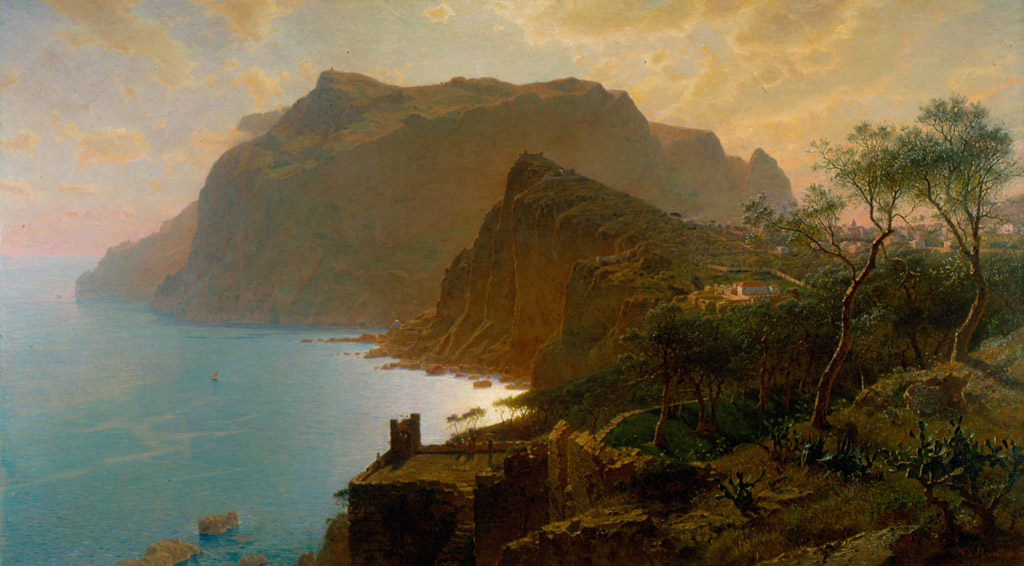
William Stanley Haseltine: The Sea from Capri, 1875
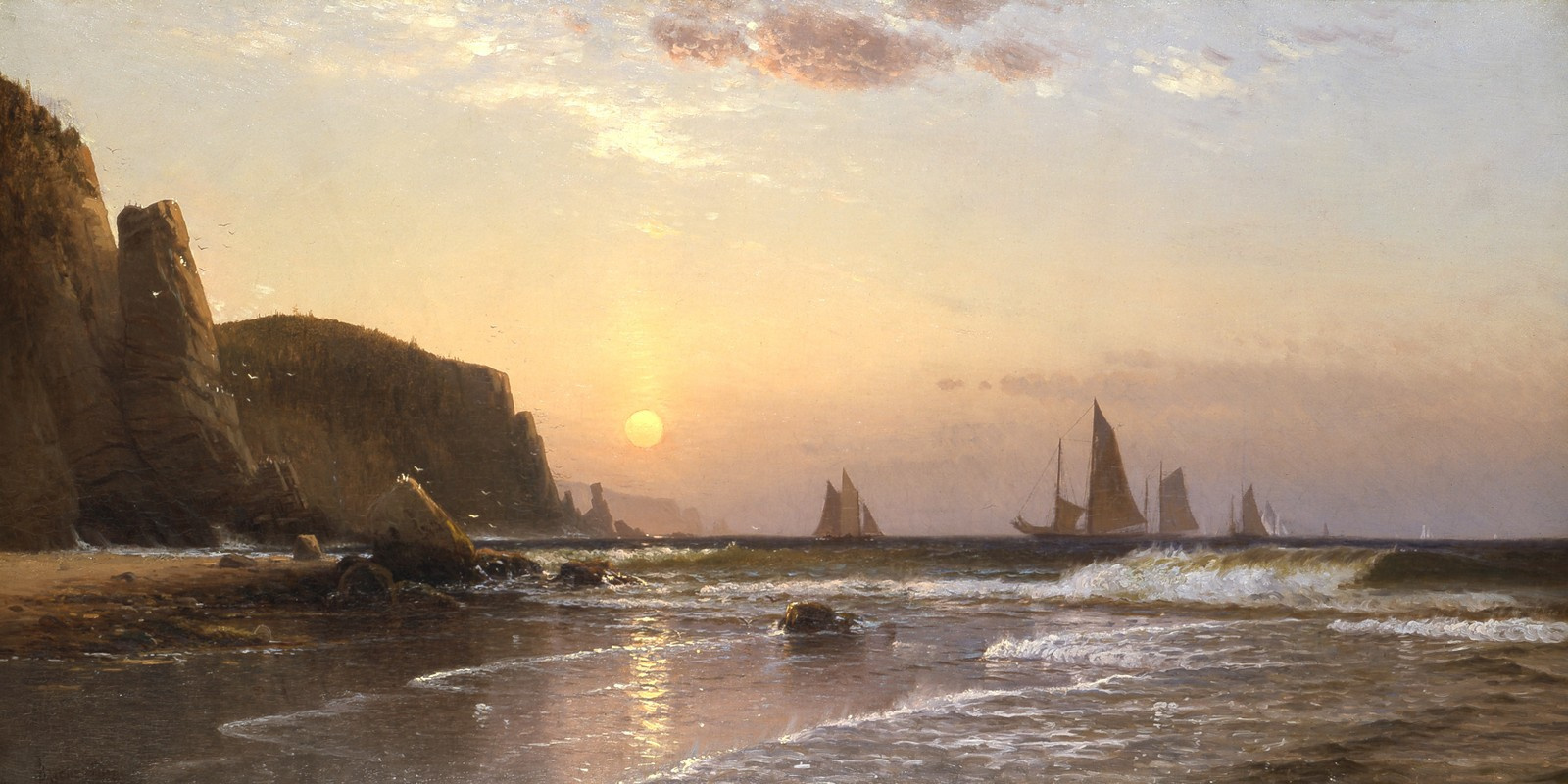
Alfred Thompson Bricher: Morning at Grand Manan, 1878